# Libidibia coriaria
Espèce
Statut de conservation UICN

LC : Préoccupation mineure
Libidibia coriaria (synonyme Caesalpinia coriaria), le Dividivi (aussi appelé divi-divi, ababán, agallo,, garrobilla, lividivi, cascalote, guaracabuya, guatapanal, huatapana, nacascolo ou tara des Caraïbes) est une espèce de plantes à fleurs de la famille des Fabaceae (légumineuses). C'est un arbre ou un arbuste originaire des Caraïbes, précisément des Antilles, du nord de l'Amérique du Sud, de l'Amérique centrale et du sud du Mexique.

## Description
Le tronc a une hauteur variant entre trois et dix mètres. Il est dur, inégal et nervuré. Les feuilles sont composées de trois à dix paires mesurant de cinq à douze centimètres de long, chacune comprenant de dix à 25 paires de folioles mesurant de quatre à huit millimètres de long et deux millimètres de large. L'extrémité de la foliole est arrondie. 
Les inflorescences du divi-divi ont une longueur variant entre trois et cinq centimètres, soit des panicules individuelles qui ont une longueur d'un à deux centimètres avec 15 à 20 fleurs. Les pétales, de couleur blanc jaunâtre à blanc verdâtre ont une largeur de 2,5 à 3 millimètres. Les gousses sont plates, vertes et charnues et contiennent quelques graines d'une longueur de trois à sept millimètres et une largeur de 1,5 à 2,3 centimètres de large. Ces graines sont brunes, lustrées, comprimées et de forme oblongue, elles permettent la multiplication de l'arbre. Le divi-divi prospère dans des zones chaudes (plus de 30 °C), sèches, avec une abondante exposition au soleil, près de la mer et à une altitude moindre à 250 mètres.

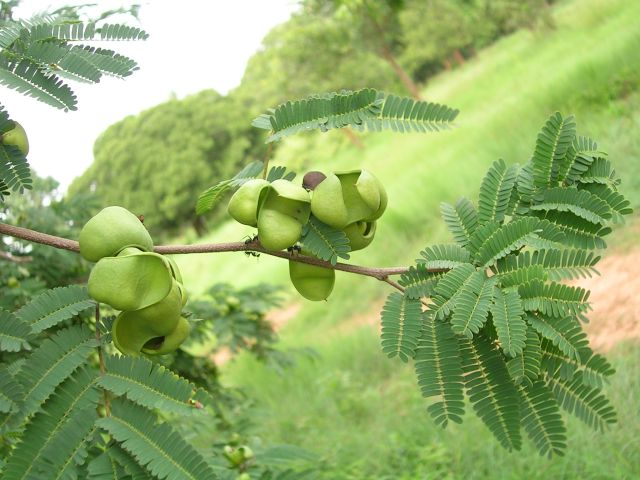
Feuilles et fruits.
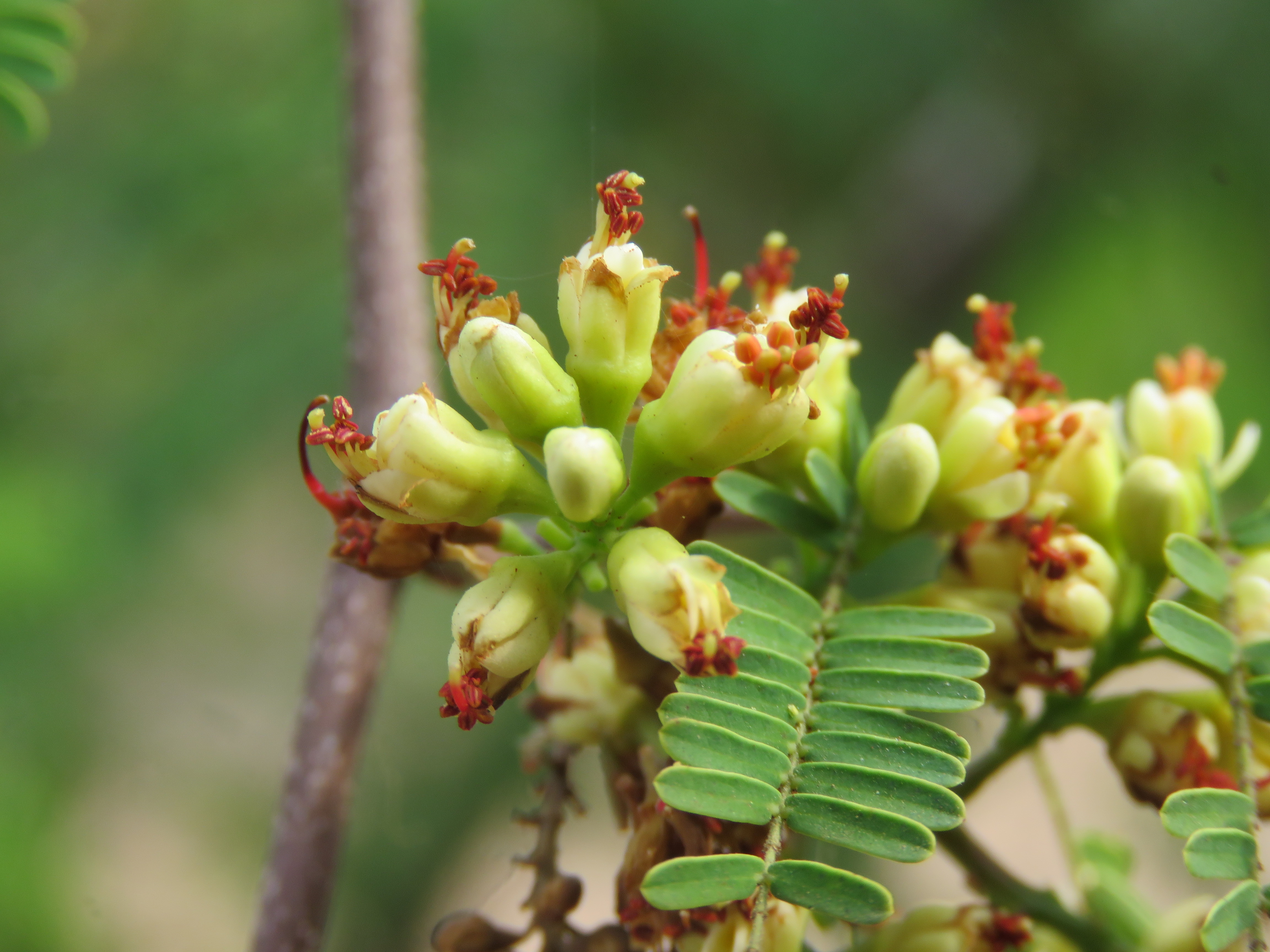
Feuilles et fleurs.
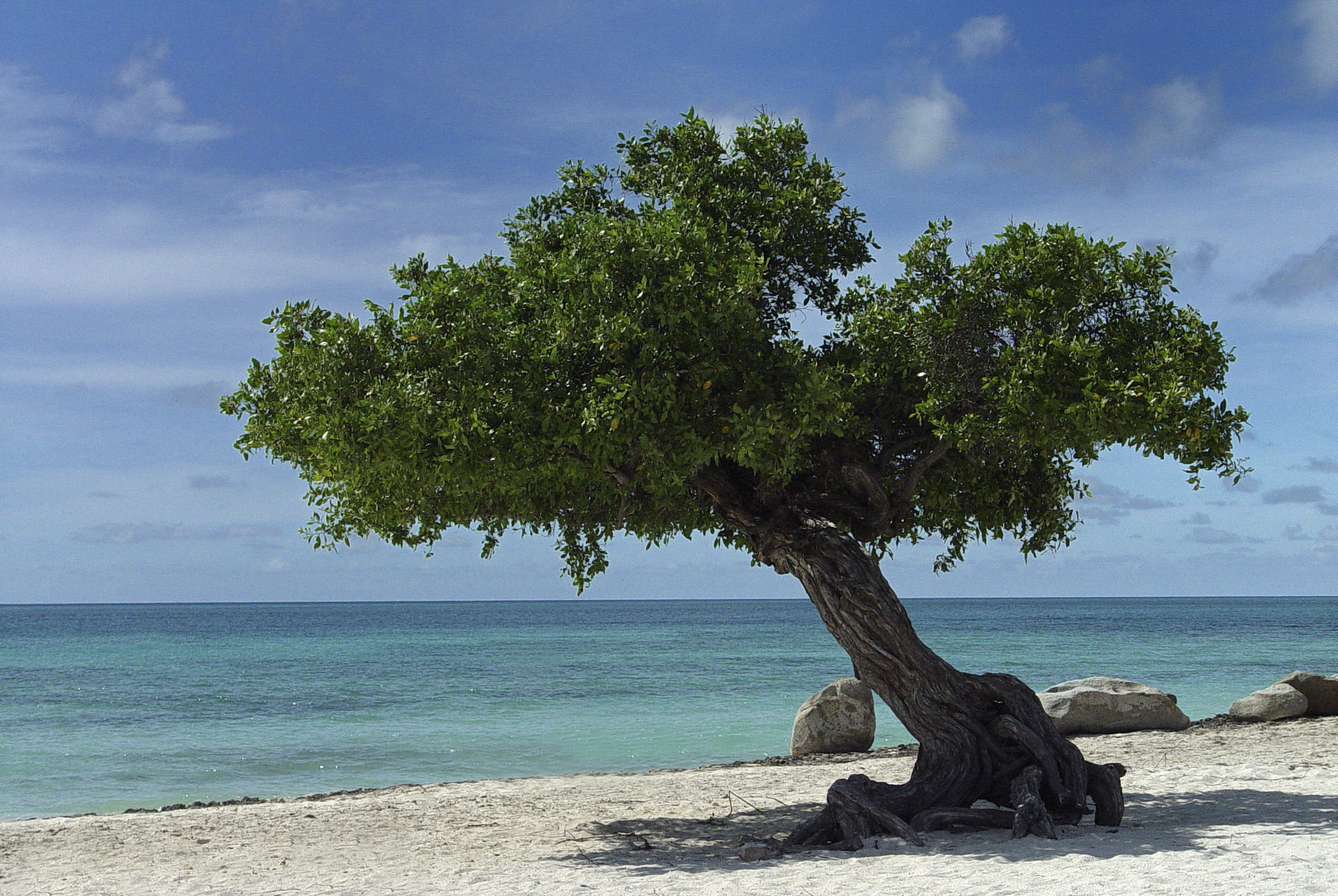
Un divi-divi en bordure de mer, à Aruba.

## Répartition
Cette espèce est originaire de la région des Caraïbes, du Mexique à la Colombie. Elle a été introduite au Bangladesh, au Ghana, en Inde, à Java, à l'Île Maurice, au Mozambique, en Nouvelle-Guinée, au Pakistan, au Sri Lanka, en Tanzanie, Trinité-et-Tobago, Ouganda, Zaïre, en Martinique, à Saint-Martin, en Polynésie française et à La Réunion.

## Taxonomie
L'espèce a été initialement classée dans le genre Poinciana sous le basionyme Poinciana coriaria par Nikolaus Joseph von Jacquin en 1763. Elle est déplacée dans le genre Libidibia sous le nom correct Libidibia coriaria par Diederich Franz Leonhard von Schlechtendal en 1830,.
Libidibia coriaria a pour synonymes :
- Caesalpinia coriacea Poit.[7]
- Caesalpinia coriaria (Jacq.) Willd., 1799[1],[7]
- Caesalpinia thomaea Spreng.[7]
- Poinciana coriaria Jacq., 1763[1],[7]